# Академическая гребля на летних Олимпийских играх 2020
Соревнования по академической гребле на летних Олимпийских играх 2020 прошли с 23 по 30 июля 2021 года на гребном канале Си Форест в Токийском заливе. Первоначально Олимпийские игры должны были состояться в 2020 году, однако из-за пандемии COVID-19 Международный олимпийский комитет принял решение перенести Игры на 2021 год. В соревнованиях примут участие 526 спортсменов (по 263 мужчины и женщины) из 79 стран.
В июне 2017 года МОК, в рамках проводимой политики гендерного равенства, утвердил решение о замене соревнований в мужских четвёрках лёгкого веса на женские четвёрки распашные. Впервые в истории количество дисциплин у мужчин и женщин в олимпийской программе академической гребли стало равным.

## Медали

### Общий зачёт
(Жирным выделено самое большое количество медалей в своей категории; принимающая страна также выделена)
| Общее количество медалей |                |        |         |        |       |
| Место                    | Страна         | Золото | Серебро | Бронза | Всего |
| 1                        | Новая Зеландия | 3      | 2       | 0      | 5     |
| 2                        | Австралия      | 2      | 0       | 2      | 4     |
| 3                        | Нидерланды     | 1      | 2       | 2      | 5     |
| 4                        | Румыния        | 1      | 2       | 0      | 3     |
| 5                        | Франция        | 1      | 1       | 0      | 2     |
| 6                        | Италия         | 1      | 0       | 2      | 3     |
| 6                        | Китай          | 1      | 0       | 2      | 2     |
| 8                        | Ирландия       | 1      | 0       | 1      | 2     |
| 8                        | Хорватия       | 1      | 0       | 1      | 2     |
| 8                        | Канада         | 1      | 0       | 1      | 2     |
| 11                       | Греция         | 1      | 0       | 0      | 1     |
| 12                       | ОКР            | 0      | 2       | 0      | 2     |
| 12                       | Германия       | 0      | 2       | 0      | 1     |
| 14                       | Великобритания | 0      | 1       | 1      | 2     |
| 15                       | Польша         | 0      | 1       | 0      | 1     |
| 15                       | Норвегия       | 0      | 1       | 0      | 1     |
| 17                       | Дания          | 0      | 0       | 1      | 1     |
| 17                       | Австрия        | 0      | 0       | 1      | 1     |
| Всего                    | Всего          | 14     | 14      | 14     | 42    |

### Медалисты

#### Мужчины
| Дисциплина                              | Золото | Серебро | Бронза |
| Одиночки см. подробнее                  | Стефанос Дускос Греция | Хьетиль Борш Норвегия | Дамир Мартин Хорватия |
| Двойки см. подробнее                    | Хорватия · Мартин Синкович · Валент Синкович | Румыния · Марьюс Козмьюк · Чиприан Тудосэ | Дания · Фредерик Вюставель · Йоахим Суттон |
| Двойки парные см. подробнее             | Франция · Юго Бушерон · Маттьё Андродиас | Нидерланды · Мелвин Твеллар · Стеф Брунинк | Китай · Лю Чжиюй · Чжан Лян |
| Двойки парные, лёгкий вес см. подробнее | Ирландия · Финтан Маккарти · Пол О’Донован | Германия · Йонатан Роммельман · Джейсон Осборн | Италия · Стефано Оппо · Пьетро Рута |
| Четвёрки                                | Австралия · Александр Пернелл · Спенсер Террин · Джек Харгривз · Александр Хилл                                                                              | Румыния · Михэйцэ Василе Цигэнеску · Мугурел Семчук · Штефан Константин Берариу · Космин Паскари                                                                            | Италия · Маттео Кастальдо · Марко Ди Костанцо · Маттео Лодо · Джузеппе Вичино                                                                                             |
| Четвёрки парные                         | Нидерланды · Дирк Эйттенбогард · Абе Вирсма · Тони Витен · Кун Метсемакерс                                                                                   | Великобритания · Гарри Лиск · Ангус Грум · Том Баррас · Джек Бомонт | Австралия · Джек Клири · Калеб Антилл · Кэмерон Гёдлстон · Люк Летчер |
| Восьмёрки                               | Новая Зеландия · Том Макинтош · Хэмиш Бонд · Том Маррей · Майкл Брейк · Дэн Уильямсон · Филлип Уилсон · Шон Киркем · Мэтт Макдональд · Сэм Босуорт (рулевой) | Германия · Йоханнес Вайссенфельд · Лауритс Фоллерт · Олаф Роггензак · Торбен Йоханнесен · Якоб Шнайдер · Мальте Якшик · Рихард Шмидт · Ханнес Оцик · Мартин Зауэр (рулевой) | Великобритания · Джош Бугайски · Джейкоб Доусон · Томас Джордж · Мохамед Сбихи · Чарльз Элвз · Оливер Уинн-Гриффит · Джеймс Рудкин · Томас Форд · Хенри Филдмен (рулевой) |

#### Женщины
| Дисциплина                | Золото | Серебро | Бронза |
| Одиночки см. подробнее    | Эмма Туигг Новая Зеландия | Анна Пракатень ОКР | Магдалена Лобниг Австрия |
| Двойки                    | Новая Зеландия · Грейс Прендергаст · Керри Гаулер | ОКР · Василиса Степанова · Елена Орябинская | Канада · Кейли Филмер · Хиллари Янссенс                                                                                       |
| Двойки парные             | Румыния · Николета-Анкуца Боднар · Симона Радиш | Новая Зеландия · Брук Донохью · Ханна Осборн | Нидерланды · Рос де Йонг · Лиза Схенард                                                                                       |
| Двойки парные, лёгкий вес | Италия · Валентина Родини · Федерика Чезарини | Франция · Лора Тарантола · Клер Бове | Нидерланды · Марике Кейсер · Илсе Паулис                                                                                      |
| Четвёрки                  | Австралия · Люси Стефан · Розмари Попа · Джессика Моррисон · Аннабель Макинтайр                                                                                         | Нидерланды · Элизабет Хогерверф · Каролин Флорейн · Имкье Клеверинг · Вероник Местер                                                                          | Ирландия · Айфрик Кио · Имер Лэмб · Фиона Мёрта · Эмили Хегарти                                                               |
| Четвёрки парные           | Китай · Чэнь Юнься · Чжан Лин · Люй Ян · Цуй Сяотун | Польша · Агнешка Кобус · Марта Величко · Мария Сайдак · Катажина Зильман                                                                                      | Австралия · Риа Томпсон · Ровена Мередит · Харриет Хадсон · Кэйтлин Кронин                                                    |
| Восьмёрки                 | Канада · Сюзанн Грейнджер · Кася Грухалла-Весерски · Мэдисон Мэйли · Сидни Пейн · Андреа Проске · Лиза Роман · Кристин Ропер · Авалон Вестенейс · Кристен Кит (рулевая) | Новая Зеландия · Элла Гринслейд · Эмма Дайк · Люси Спурс · Келси Беван · Грейс Прендергаст · Керри Гаулер · Бет Росс · Джеки Гаулер · Кейлеб Шеперд (рулевая) | Китай · Го Линьлинь · Цзюй Жуй · Ли Цзинцзин · Мяо Тянь · Ван Цзыфэн · Ван Юйвэй · Сюй Фэй · Чжан Минь · Чжан Дэчан (рулевая) |

## Спортивные объекты
| Гребной канал Си Форест |
| ----------------------- |
|                         |
| Вместимость: 14 000     |

## Квалификация
Большинство квот было распределено по итогам чемпионата мира 2019 года. Оставшиеся квоты были распределены в рамках континентальных квалификационных регат в Азии, Америке, Африке и Океании, а также Европе. Финальная квалификационная регата проходила в Люцерне. Из-за пандемии COVID-19 сроки и место проведение соревнований менялись многократно.